# Constitución de Egipto de 1971
La constitución egipcia de 1971 fue una Constitución Permanente de Egipto que entró en vigor tras ser aprobada en referéndum el 11 de septiembre de 1971. Todas las constituciones posteriores se basaron en esta, aunque con diferencias.  Constaba de 211 artículos. Estuvo en vigor en Egipto durante décadas, desde 1971 hasta la revolución de 2011 que derrocó a Hosni Mubarak.

## Historia
En 1970, Gamal Abdel Nasser falleció y  Anwar el-Sadat asumió el cargo de presidente de Egipcio de forma interina. Luego, la presidencia de  Anwar el-Sadat fue confirmada mediante un referéndum el 15 de octubre de 1970. Anwar el-Sadat cambió el nombre oficial del país de República Árabe Unida a República Árabe de Egipto. En 1971, Anwar el-Sadat decidió avanzar hacia la adopción de una nueva constitución democrática que teóricamente permitiría mayores libertades a los ciudadanos egipcios. El presidente  aprobó una nueva constitución llamada "La Constitución Permanente de Egipto". La constitución egipcia de 1971 fue una Constitución Permanente de Egipto que entró en vigor tras ser aprobada en un referéndum el 11 de septiembre de 1971.  El país seguía conservando su tendencia socialista en la política y el sistema económico, pero Anwar el-Sadat alentó el surgimiento de movimientos islamistas en la región, los cuales habían sido reprimidos por el anterior presidente Gamal Abdel Nasser.  La primera parte de la Constitución estipulaba que el pueblo egipcio formaba parte de la nación árabe. La unidad árabe, la esperanza de nuestra Nación Árabe, convencida de que la Unidad Árabe es una llamada de historia y del futuro, y una exigencia del destino que no puede materializarse sino
a través de una Nación Árabe, capaz de rechazar cualquier amenaza, sea cual sea el origen o los pretextos
de dicha amenaza. 
Además sostenía que la religión del Estado egipcio era el Islam y que el árabe era su lengua oficial. Se proclamaba que la ley islámica era la principal fuente de legislación y el pueblo egipcio la fuente de autoridad. Constaba de 211 artículos y todas las constituciones posteriores se basaron en esta, aunque con diferencias.
Una de las cosas que se le criticó fue la falta de claridad con respecto al papel que le asignaba al ejército en la estructura política del país. Estuvo en vigor en Egipto durante décadas, desde 1971 hasta la revolución de 2011 que derrocó a Hosni Mubarak.
En 1981 Anwar el-Sadat fue asesinado. Hosni Mubarak lo reemplazó y suprimió las actividades opositoras. Se mantuvo en el poder durante 30 años, hasta 211.  Hosni Mubarak renunció a su cargo en 2011 tras una serie de protestas multitudinarias. En 2011 hubo una crisis política en Egipto conocida internacionalmente como la revolución egipcia de 2011. En 2011, la declaración constitucional anuló la constitución de 1971 y definió los poderes del ejecutivo y del judicial, además de instituir leyes que regularon los procesos electorales presidenciales y parlamentarios de Egipto. Más adelante, en 2013, la nueva constitución restringía el derecho de reunión y reforzaba el papel de la religión y de las Fuerzas Armadas.